# Христо Попов (юрист)
Вижте пояснителната страница за други личности с името Христо Попов.
Христо Иванов Попов или Попстоянов е български политик, деец на Либералната партия, министър на правосъдието във второто и третото правителство на Васил Радославов, които управляват България от 1913 до 1918 година, член на Върховния македонски комитет.

## Биография
Христо Попов е роден в 1862 година в гевгелийското село Стояково, тогава в Османската империя. Завършва гимназия в Пловдив и право в Московския университет.
Завръща се в Османската империя и работи като директор на училищата в Охрид. В учебната 1880/1881 година преподава в Солунската българска мъжка гимназия. В учебната 1883/1884 година е директор на Прилепското българско мъжко класно училище.
Между 1893 – 1894 година издава в Пловдив проправителствения стамболовистки вестник „Време“, а от 1894 година е член на Либералната партия.
Емигрира в Свободна България и в 1889 година става съдия в Русенския окръжен съд. От 1892 година е адвокат в Пловдив. На V македонски конгрес през лятото на 1898 година е избран за член на ВМК, но напуска в края на същата година.
От 1913 до 1918 година е народен представител и министър на правосъдието. В това качество е осъден на доживотен затвор от Третия Държавен съд през март 1923 година, а на следващата година е амнистиран.